# Veroneser Bund
Der Veroneser Bund (italienisch Lega Veronese) war ein militärisches Bündnis der oberitalienischen Städte Verona, Padua und Vicenza unter Führung Venedigs. Anlass für die Gründung des Bundes war das Bestreben Kaiser Friedrichs I. Barbarossa, die Macht der reichen oberitalienischen Städte zu beschneiden und seine eigene Position zu stärken. Aus diesem Anspruch entwickelte sich der dritte Italienfeldzug Friedrichs I., in dessen Folge 1164 der Veroneser Bund gegründet wurde. Nachdem Barbarossa 1167 zunächst Rom erobert, dann aber durch eine Seuche große Teile seines Heeres verloren hatte und sich in den deutschen Teil des Reiches zurückziehen musste, erhielten die Widerstand leistenden italienischen Städte großen Zulauf. Daraufhin schloss sich der Veroneser Bund mit dem Lombardischen Städtebund, der die gleichen Ziele verfolgte, aber unter der Leitung Mailands stand, zusammen. Dieser Zusammenschluss 1167 gilt als das eigentliche Gründungsdatum des Lombardischen Städtebundes.